# Åke Sparring
Oscar Åke Sparring, född 24 april 1927 i Leksands församling, Kopparbergs län, död 30 augusti 1991 i Oscars församling, Stockholm, var en svensk statsvetare.

## Biografi
Sparring var i början av sitt yrkesliv lärare vid Nordens Folkhögskola Biskops-Arnö, men också journalist. Han tjänstgjorde vid Utrikespolitiska Institutet från 1962 till sin död 1991: som forskare 1962–1970, som tillförordnad direktör 1968–1970, som direktör 1970–1985 och som forskare 1985–1991. Han avlade 1967 filosofie licentiat-examen i internationell politik.
Åke Sparring invaldes 1981 som ledamot av Kungliga Krigsvetenskapsakademien.
Sparring skrev ett flertal reseskildringar och böcker inom internationell politik.